# Colastes distractus
Colastes distractus är en stekelart som först beskrevs av Cockerell 1921.  Colastes distractus ingår i släktet Colastes och familjen bracksteklar. Inga underarter finns listade i Catalogue of Life.